# Hygrochroa sadisma
Hygrochroa sadisma är en fjärilsart som beskrevs av Dyar 1918. Hygrochroa sadisma ingår i släktet Hygrochroa och familjen silkesspinnare. Inga underarter finns listade i Catalogue of Life.